# Rune Ström
Karl Rune Ström, född 17 mars 1923 i Kvarnåsen, Norsjö församling i Västerbotten, död 1 januari 2014 i Stockholm, var en svensk målare, grafiker och tecknare.
Han var son till skogsarbetaren Karl Ström och Betty Holm och från 1954 gift med Aina Eriksson. Ström studerade vid Otte Skölds målarskola och vid Kungliga konsthögskolan 1951–1957 där han tilldelades det Boberghska stipendiet 1956 och Ahlbergs stipendium 1957. Han deltog i sin första utställning i Umeå 1952 som följdes av utställningen Unga tecknare på Nationalmuseum 1953 och utställningen med ung konst i Gävle 1957 samt grafikutställningar i Nyköping och Borås. Han medverkade i Sveriges allmänna konstförenings vårsalonger på Liljevalchs konsthall, Grafiska sällskapets utställning på Du Ungas salong i Stockholm och Liljevalchs Stockholmssalonger. Tillsammans med B Bolin och Lennart Lindberg ställde han ut på Lilla konstsalongen i Malmö. Ström är representerad med grafik vid Moderna museet i Stockholm.